# Copa de España veldrijden 2018
De Copa de España veldrijden 2018 is de derde editie van de Spaanse Beker Veldrijden. Het regelmatigheidscriterium van de Koninklijke Spaanse Wielerbond omvatte vier wedstrijden, waarvan de laatste werd afgelast.

## Podia
| Categorie     | Winnaar     | Tweede            | Derde           |
| ------------- | ----------- | ----------------- | --------------- |
| Mannen elite  | Felipe Orts | Vincent Baestaens | Aitor Hernández |
| Vrouwen elite | Aida Nuño   | Lucía González    | Helen Wyman     |

## Wedstrijdschema
| Nr | Datum      | Cross         | Winnaar           | Leider           | Winnares       | Leidster  |
| -- | ---------- | ------------- | ----------------- | ---------------- | -------------- | --------- |
| 1  | 27-10-2018 | Llodio        | Felipe Orts       | Felipe Orts      | Aida Nuño      | Aida Nuño |
| 2  | 28-10-2018 | Elorrio       | Vincent Baestaens | Baestaens / Orts | Aida Nuño      | Aida Nuño |
| 3  | 11-11-2018 | Karrantza     | Ismael Esteban    | Felipe Orts      | Lucía González | Aida Nuño |
| 4  | 16-12-2018 | Stad Valencia | afgelast          | afgelast         | afgelast       | afgelast  |

## Eindstand

### Mannen elite
| Pos. | Renner                   | Ploeg               | LLO | ELO | KAR | VAL | Punten |
| ---- | ------------------------ | ------------------- | --- | --- | --- | --- | ------ |
| 1    | Felipe Orts              | Delikia-Ginestar    | 1   | 2   | 2   |     | 65     |
| 2    | Vincent Baestaens        | VZW Koninkline      | 2   | 1   | -   | 45  |        |
| 3    | Aitor Hernández          | Ermuko T.E.         | 7   | 3   | 4   | 39  |        |
| 4    | Ismael Esteban           | Delikia-Ginestar    | 9   | 12  | 1   | 36  |        |
| 5    | Kevin Suárez Fernández   | Bicicletas Meta     | 10  | 5   | 3   | 34  |        |
| 6    | Thijs Aerts (O23)        | Telenet-Fidea Lions | 4   | 4   | -   | 28  |        |
| 7    | Antoine Benoist (O23)    | Cotes d'Amour       | 3   | 9   | -   | 23  |        |
| 8    | David Menut              | Greuxe-Oxygene      | 5   | 6   | -   | 22  |        |
| 9    | Braam Merlier            | Geofin-TUU SUD      | 6   | 8   | -   | 18  |        |
| 10   | Javier Ruiz de Larrinaga | Zuiano C.C.         | 14  | 13  | 5   | 17  |        |

| Legenda | Legenda | Legenda | Legenda  | Legenda  | Legenda         | Legenda              |
| ------- | ------- | ------- | -------- | -------- | --------------- | -------------------- |
| 1e plek | 2e plek | 3e plek | 4 t/m 25 | afgelast | niet uitgereden | - (niet deelgenomen) |

### Vrouwen elite
| Pos. | Renner                       | Ploeg                       | LLO | ELO | KAR | VAL | Punten |
| ---- | ---------------------------- | --------------------------- | --- | --- | --- | --- | ------ |
| 1    | Aida Nuño                    | Rio Miera-Cantabria Deporte | 1   | 1   | 2   |     | 70     |
| 2    | Lucía González               | Nesta CX Team               | 2   | 3   | 1   | 61  |        |
| 3    | Helen Wyman                  | Xypex-Verge Sport           | 4   | 2   | -   | 34  |        |
| 4    | Manon Bakker (O23)           | Footlogix                   | 3   | 4   | -   | 30  |        |
| 5    | Elena Lloret Llinares        | Delikia-Ginestar            | 8   | 10  | 4   | 28  |        |
| 6    | Luisa Ibarrola Albizua (O19) | Delikia-Ginestar            | 9   | 11  | 5   | 24  |        |
| 7    | Anaïs Grimault               | UC Pays de Loudeac          | 5   | 5   | -   | 24  |        |
| 8    | Irene Trabazo Bragado (O23)  | C.C. Marin                  | 11  | 7   | 9   | 21  |        |
| 9    | Joyce Vanderbeken            | Bike Audice-Itafct          | 6   | 6   | -   | 20  |        |
| 10   | Olatz Odriozola Mugica       | Ciclocross Villarcayo C.D.  | 12  | 9   | 8   | 21  |        |
| 11   | Jinse Peeters (O23)          | -                           | 7   | 8   | -   | 17  |        |
| 12   | Lily Williams                | -                           | -   | -   | 3   | 16  |        |

## Puntenverdeling per wedstrijd
De rijders verdienen punten aan de hand van de volgende tabel.
| Positie | 1  | 2  | 3  | 4  | 5  | 6  | 7 | 8 | 9 | 10 | 11 | 12 | 13 | 14 | 15 | telt niet |
| Punten  | 25 | 20 | 16 | 14 | 12 | 10 | 9 | 8 | 7 | 6  | 5  | 4  | 3  | 2  | 1  | 0         |

Kampioenschappen:  Wereldkampioenschappen ·
 Europese kampioenschappen ·
 Belgische kampioenschappen ·
 Nederlandse kampioenschappen
Klassementen:  Wereldbeker ·
 Superprestige ·
 DVV Verzekeringen/IJsboerke Trofee ·
 EKZ CrossTour ·
 TOI TOI Cup ·
 Coupe de France ·
 New England Series ·
 Copa de España
Overig:  Brico Cross ·
 Soudal Classics
Geen UCI-cat.:  Giro d'Italia Ciclocross
2016 · 2017 · 2018 · 2019 · 2020 · 2021 · 2022 · 2023 · 2024